# Gavino Ledda
Gavino Ledda (født 30. december 1938 i den lille landsby Siligo på Sardinien) er en italiensk forfatter, . 
De første 20 år af sit liv arbejdede han for sin meget autoritære far som fårehyrde, stort set uden at gå i skole, og han lærte således hverken at læse eller skrive. Han fik større og større trang til at komme bort fra dette miljø og så en mulighed for det ved at melde sig til hæren, hvor han fik mulighed for at lære at læse og skrive. Efter tiden i hæren tog han studentereksamen og uddannede sig siden på universitetet i sprogvidenskab. 

## Forfatterskab
Som forfatter er han blevet kendt med den selvbiografiske roman Padre padrone: l'educazione di un pastore, der udkom i 1975. Bogen beskriver de barske forhold, han levede under som fårehyrde, og det barske og voldelige forhold faren har til sønnen. Bogen udkom på dansk i 1979 med titlen Padre padrone: Min far, min herre. Bogen er oversat til 40 sprog og blev i 1977 filmatiseret af brødrene Taviani. Filmen vandt samme år Den Gyldne Palme ved filmfestivalen i Cannes.